# Planum temporale
Als Planum temporale (v. lat. planum „eben, Fläche“, v. lat. tempus „Schläfe“) wird die Oberfläche des Schläfenlappens (Lobus temporalis), nach Teilentfernung des Scheitellappens (Lobus parietalis), bezeichnet. Sie entspricht dem Boden des Sulcus lateralis. 